# Space Patrol
Space Patrol ist eine von 1950 bis 1955 produzierte US-amerikanische Science-Fiction-Fernsehserie. Nach Captain Video and His Video Rangers und Tom Corbett, Space Cadet war es die dritte Science-Fiction-Serie der Welt und wie die anderen beiden Serien als Space Opera konzipiert. Eine gleichnamige britische Serie von 1962, die inhaltlich nicht in Verbindung mit der amerikanischen Produktion steht, wurde in den USA unter dem Titel Planet Patrol ausgestrahlt, um einer Verwechslung mit Space Patrol vorzubeugen.

## Handlung
Die Serie spielt im 3. Jahrtausend. Da sie keine kontinuierliche Handlung besaß, die eine präzisere Darstellung des politischen Hintergrunds erlaubt hätte, wurden den Fans entsprechende Informationen durch das Space Patrol Handbook vermittelt. Danach wurden die United Planets of the Universe gegründet, nachdem im Great Solar System War die Gründung einer Solar Federation gescheitert war. Die United Planets umfassen die Planeten des Sonnensystems; in späteren Folgen ist die Menschheit mittels einer neuen Antriebstechnik in der Lage, das Solar System zu verlassen. Die erste außersolare Kolonie wird im Sirius-System auf Sirius IV gegründet.
Die Regierung der United Planets residiert auf dem Planeten Terra, bei dem es sich jedoch nicht um die Erde handelt, sondern einen künstlichen Planeten zwischen Erde und Mars mit der Hauptstadt Terra City. Die Verfassung der United Planets ist nach dem Vorbild der Konstitution der USA modelliert. Der Secretary General of the United Planets residiert analog dazu im Kapitol. Die einzelnen Planeten werden offenbar durch einen Gouverneur regiert. Zumindest auf Neptun hat eine Monarchie existiert, die aus unbekannten Gründen abgeschafft wurde.
Die Space Patrol ist laut Handbuch eine Art kosmische Polizei, nimmt aber auch Forschungsaufgaben wahr und schützt die United Planets vor dem Eindringen von Außerirdischen. Aufgrund dieser Aufgabenzuschreibung existiert eine breite Palette von potentiellen Gegnern: Außerirdische aus der Galaxis wie die Thormanoids, Raumpiraten wie Captain Dagger, Amazonen auf der Venus, die starke Männer versklaven und schwache vernichten, unsichtbare Ungeheuer, Weltraumspinnen, Verbrecher, die sowohl als gewöhnliche Kriminelle auftreten als auch als politische Putschisten. Da in den späteren Folgen der Serie mit dem Stardrive eine Zeitmaschine zur Verfügung steht, werden Corry und Happy mit Azteken, Indianern oder fanatischen religiösen Siedlern in Neuengland konfrontiert, die die Raumfahrer für Zauberer halten.
In der Folge Errand of Mercy (Nr. 94, ausgestrahlt am 11. Oktober 1952) reisen Corry, Happy und Tonga mit dem Stardrive 1000 Jahre in die Vergangenheit in die Zeit des Koreakriegs, um in den USA eine Blutspendeaktion zu initiieren. Dadurch sollen die Vorräte des Roten Kreuzes wieder ergänzt werden, die durch den laufenden Krieg abgenommen haben. Doch durch einen Fehler landen die Space Patrollers nicht im Jahr 1952, sondern in den 1940er Jahren bei den Nazis. Sie werden durch einen namenlosen „Nazi-Major“, dargestellt durch Bela Kovacs, gefangen genommen, der Buzz zwingen will, den tatsächlichen Hintergrund seiner Mission zu verraten. In der Folge The Androids of Algol (Nr. 205 vom 22. Januar 1955) weist der außerirdische Eroberer Raymo eine starke Ähnlichkeit mit dem italienischen Diktator Mussolini auf.

### Protagonisten
Commander Buzz Corry

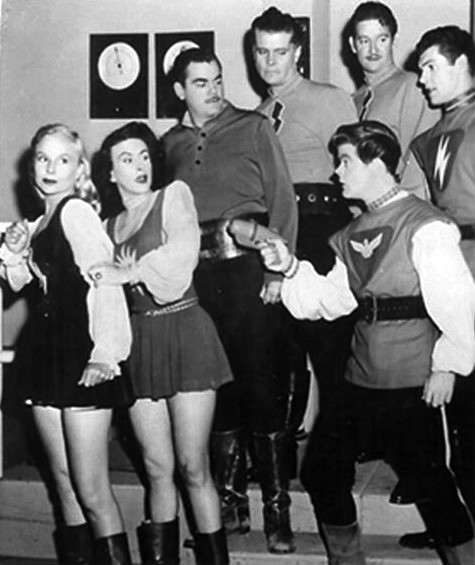
Besetzung von Space Patrol, 1950

Er ist Astrophysiker und in Bakersfield, Kalifornien geboren. Er wird Nachfolger seines älteren Bruders Kit Corry auf dem Posten des Commander in Chief der Space Patrol. Das Flaggschiff der Space Patrol ist der Raumkreuzer Terra V. Buzz Corry ist sowohl der Erfinder des Brainograph, einer Maschine zur Gehirnwäsche, mit der die Gegner der United Planets in friedliche und kooperative Individuen umgewandelt werden, als auch der Entdecker des seltenen „Silbermetalls“ Endurium.
Edward Carlisle
Als Secretary General das Regierungsoberhaupt der United Planets. 
Carol Carlisle
Edwards Tochter ist Astrophysikerin und gehört der Research and Development Branch der Space Patrol an. Sie entwickelt zusammen mit Tonga diverse technische Geräte. Carol ist gleichzeitig Verbindungsoffizier zwischen dem Secretary General und den Space Patrol Headquarters. 
Tonga
Sie stammt aus der königlichen Familie des Planeten Neptun und ist Chemikerin. Prinz Baccarratti und sein Zwillingsbruder Zarra sind ihre Brüder. Ursprünglich eine Kriminelle mit dem Spitznamen Lady of Diamonds, ist sie durch eine Behandlung mit dem Brainograph eine loyale Mitarbeiterin der Space Patrol geworden.
Kadett Happy
Mitglied der Space Patrol Academy und wurde von Buzz Corry als engster Mitarbeiter und Co-Astrogator ausgewählt. Er ist in Chicago geboren und hat wie Corry eine Ausbildung als Astrophysiker.
Major „Robbie“ Robinson
Der Security Chief der United Planets und damit eine Art Geheimdienstchef. Er ist ein ehemaliger Sergeant der Landstreitkräfte, der den Aufstieg in die Offizierslaufbahn geschafft hat.
Prinz Baccarratti
Der Sohn des Königs von Neptun und Herrscher des Planeten X. Sein Ziel ist die Errichtung einer tyrannischen Monarchie über das gesamte Solarsystem. Er ist der gefährlichste Gegner von Buzz Corry.

## Produktionsgeschichte
Die Serie wurde von Mike Moser ganz offensichtlich nach dem Vorbild von Captain Video and His Video Rangers, die im Vorjahr auf Sendung ging, 1950 konzipiert. Als visuelles Vorbild dienten vermutlich die serials von Flash Gordon aus den 1930er Jahren. Moser, der wie Ed Kemmer im Zweiten Weltkrieg als Kampfpilot gedient hatte, nutzte zahlreiche Fachbegriffe für die Serie aus dem Militärbereich sowie Kurzgeschichten, die er in Astounding Science Fiction gelesen hatte. Als zusätzliche Inspiration diente ihm die Columbia Encyclopedia; vor allem für die Verwendung naturwissenschaftlicher Begriffe. Ziel von Moser war es offenbar, soweit dies nachvollziehbar ist, Werbeagenturen auf seine Serie aufmerksam zu machen und diese als Sponsoren zu gewinnen. Dies gelang ihm im Mai 1951, als Ralston Purina als Sponsor einstieg und seine Produkte wie Wheat Chex, Rice Chex und Hot Ralston in der Serie vermarktete.
Doch den eigentlichen Gewinn erzielte Moser durch Zusammenarbeit mit der Gardner Advertising Company, die nicht nur Merchandising-Produkte der Serie vermarktete, sondern zur Steigerung der Werbung und damit des Umsatzes auch Drehbücher forderte, in denen die Produkte im Vordergrund standen. Zur weiteren Maximierung des Umsatzes traten Ed Kemmer und Lyn Osborn in ihren Rollen als Buzz und Happy in den Werbepausen auf. Außerdem wurden zwei professionelle Werbeansager, Jack Narz und George Barcley, angeworben, die ebenfalls in den Werbepausen als Captain Narz und Captain Barcley in Uniformen der Space Patrol auftraten.
Wie Captain Video oder andere frühe Fernsehserien wurde aus Kostengründen live gedreht, da Filmmaterial zu teuer war und die Videotechnik bzw. MAZ-Technik erst 1956 ausgereift war, um in der Fernsehproduktion eingesetzt zu werden. Lediglich Vor- und Abspann wurden auf 16-mm-Material gedreht, um dieses als Konserve bei jeder neuen Sendung benutzen zu können. Um die Sendungen auch außerhalb des Ausstrahlungsgebiets Los Angeles zu vermarkten, wurden sie mit dem Kinescope-Verfahren aufgezeichnet und an andere Sender verkauft. Dabei wurde die Ausstrahlung mit einer 16-mm-Filmkamera von einem Fernsehbildschirm aufgenommen. Diese Filme konnten dann beliebig kopiert und vermarktet werden.
Innerhalb von ein, zwei Jahren wurde Space Patrol zu einem landesweiten Medienphänomen. 1952 besaß die Serie angeblich schon sieben bis zehn Millionen regelmäßige Zuschauer. Dementsprechend stiegen auch die Gagen für die Schauspieler. Erhielt Ed Kemmer anfänglich noch pro Tagesauftritt 8 US-Dollar, stieg seine Jahresgage 1953 auf 45.000 US-Dollar. Moser verdiente nach Angaben von Bassior zeitweise 5.000 US-Dollar pro Woche. Nach einer Meldung von Life vom 1. September 1952 hatte die Serie Gardner Advertising bis zu diesem Zeitpunkt bereits 40 Mio. US-Dollar an Merchandising-Einnahmen eingebracht; nach heutigen Begriffen (2010) eine Summe von einer halben bis einer Milliarde Euro.
Mit dem Tod von Moser, der 1953 bei einem Autounfall ums Leben kam, geriet die Produktion in Bedrängnis, da seine Ehefrau und Rechtsnachfolgerin Helen Moser kaufmännisch wenig versiert war. Die Hintergründe zur Einstellung der Serie sind unklar. Fest steht lediglich, dass Gardner Advertising die Zusammenarbeit mit Helen Moser im Dezember 1954 beendete. Sowohl die Darsteller als auch die Techniker wurden von der Entscheidung völlig überrascht.
Für die Hauptdarsteller war das Produktionsende eine Katastrophe. Während sich Virginia Hewitt durch eine Heirat mit dem Star-Designer Ernst Meer ins Privatleben zurückzog, wurden Kemmer, Osborn, Mayer, Bana und Kovacs arbeitslos. Vor allem Osborn und Kovacs wurden völlig mit ihren Rollen als Hap und Prince Baccarratti identifiziert und galten als „verbrannt“. Kemmer, Mayer und Bana gelang schließlich der Wiedereinstieg im Fernsehen; Kovacs wurde Schauspiellehrer in New York. Osborn verstarb bereits 1958 32-jährig an einem Gehirntumor.
Nach Angaben von Kemmer wurden insgesamt gut 1400 Fernseh- und Hörspiele produziert; präzise Statistiken sind nicht vorhanden. Sicher ist nur, dass 210 halbstündige Sendungen aufgenommen wurden, von denen die Titel, kurze Inhaltsangaben und die Erstausstrahlungsdaten erhalten geblieben sind. Die letzte Folge, The Atomic Vault, wurde am 26. Februar 1955 ausgestrahlt.

### Zielgruppe
Die kommerzielle Zielgruppe der Serie waren Kinder und Jugendliche, obwohl keine der Rollen durch Angehörige der Zielgruppe besetzt waren wie in der ebenfalls parallel produzierten Serie Rocky Jones, Space Ranger.
Finanziert wurde Space Patrol durch zwischengeschaltete Werbung für die Firmen Ralston Purina (ab Mai 1951) und Nestlé (ab Januar 1954), wobei die beiden Protagonisten Commander Buzz Corry und Cadet Happy auch in den Werbepausen auftraten. Der eigentliche Gewinn wurde jedoch durch den Vertrieb von Merchandising-Produkten erzielt, den die Gardner Advertising Company betrieb.

## Merchandising
Die Gardner Advertising Company mit Büros in New York und St. Louis bot im September 1952 bereits 80 Space Patrol-Produkte an, darunter T-Shirts, Uniformen, Mützen, Stiefel, Fliegerschals, Waffen (Rocket-Gun, Cosmic Smoke Gun, Auto-Sonic-Rifle), einen Mono-View Outer Space Plastic Helmet, Kartonmodelle von Flughäfen, Städten und Raumschiffen bis hin zum Schlafanzug und einem marsianischen Totemkopf in der Preisklasse von 25 Cent bis 3,98 US-Dollar. Allein vom Membership Kit, der einen Space Cadet-Ausweis, eine Karte des Universums, das Space Patrol Handbook, ein Foto der Hauptdarsteller und ein Abzeichen erhielt, wurden 664.751 Exemplare produziert. Ein Official Space Patrol Catalog sorgte für eine gezielte Vermarktung.
Die Schauspieler wurden auch außerhalb der Produktion auf besonderen Werbetourneen eingesetzt, bei denen die sogenannte Ralston Rocket eingesetzt wurde; eine ca. 35 Fuß lange Attrappe des Raumkreuzers Terra. Sie wurde 1955 als Hauptpreis bei einem Wettbewerb ausgesetzt. Diese Kampagne diente noch der Maximierung des Verkaufs von Ralston-Produkten, da die Kinder und Jugendlichen zur Teilnahme an dem Wettbewerb mehr oder weniger gezwungen waren, Unmengen von Packungen von Wheat- oder Rice Chex zu erwerben.
Die meist jugendlichen Fans wurden durch Werbung, Merchandising-Vermarktung oder Leserbriefaktionen stark an die Serie gebunden und als Space Patrollers angesprochen. Die starke Bindung Jugendlicher an derartige Science-Fiction-Fernsehserien kritisierte der US-amerikanische Autor Donald A. Wollheim 1969 in satirischer Form in seiner Kurzgeschichte Auftrag für die Weltraumgrenadiere, in der sich Tom Corbett und Space Patrol unschwer wiedererkennen lassen.
Zusätzlich erschienen von Space Patrol ab dem 25. Oktober 1952 bis ca. Mitte 1955 mindestens 107 Hörspiele; hinzu kamen 1952 zwei Comic-Ausgaben.

## Tricktechnik
Die Miniatursets zum Beispiel für Terra City bestanden aus Karton, die Raumschiffe in unterschiedlichen Größen aus Kunststoff. Das gesamte technische Inventar für die Raumschiffe oder Raumanzüge stammte aus ausgesondertem Kriegsmaterial von B-24 Liberator-Bombern.
Die Kostüme wurden teilweise von älteren Filmproduktionen ausgeliehen, so der schwarze Lederanzug von Prinz Baccarratti, der aus dem Colombia-Serial Flying G-Men von 1939 stammte. Aus unbekannten Gründen wurde das Falkenemblem auf der Brust des Anzugs, das den Protagonisten der alten Serie, den Black Falcon, charakterisierte, beibehalten.
Da die Techniker und Drehbuchautoren für das frühe amerikanische Fernsehen meistens vom Radio kamen, war die visuelle Umsetzung der Plots in der Anfangsphase der Serie teilweise recht plump und dialoglastig. Die Tontechniker waren jedoch hochprofessionell; so wurde der Start des Raumschiffs im Vorspann effektvoll mit dem Geräusch einer Toilettenspülung unterlegt. Allerdings konnte aufgrund der Live-Sendung die seinerzeit einfachste, aber gleichzeitig wichtigste visuelle Tricktechnik, das Stop-Motion-Verfahren, nicht angewandt werden.
Gedreht wurde mit drei Fernsehkameras, die sehr unbeweglich waren und von Szene zu Szene zu den Sets bewegt werden mussten. Nahaufnahmen von Personen wurden oftmals nicht durch eine Kamerafahrt, sondern die Eigenbewegung der Darsteller erzeugt, die auf die Kamera zugingen (sogenannte innere Montage). Trotzdem gelang es Technikern wie „Truck“ Krone und Bob Trachinger, visuelle Effekte zu erzeugen, die seinerzeit ungewöhnlich waren, wie der pulsierende Raumkreuzer Terra V beim Powerdrive.
Aufgrund des Live-Charakters der Sendungen kam es zu zahlreichen Pannen, da Gastschauspieler den Text vergaßen oder Bühnenarbeiter während der Aufnahme das Set durchquerten. Bei extremen Ausfällen wurde ein Pausenbild eingeblendet. Oftmals mussten die regulären Darsteller wie Kemmer und Osborn improvisieren, um Ausfälle der Gastschauspieler zu kaschieren. Auch waren die Drehbücher in vielen Fällen nicht rechtzeitig genug am Set, um den Schauspielern noch Zeit zum Studium der Texte zu geben. Die Texte wurden dann mit Zetteln an unauffälligen Orten am Set angebracht und konnten während der Aufnahme abgelesen werden.

## Sendezeiten
Die ersten, anfänglich 15 Minuten langen strip shows wurden von dem lokalen Fernsehsender KABC in Los Angeles, der der American Broadcasting Company gehörte, ab dem 9. März 1950 wöchentlich live ausgestrahlt. Vom 30. Dezember 1950 bis zum 26. Februar 1955 gingen 210 halbstündige Folgen auf Sendung, die mit Hilfe des Kinescope-Verfahrens aufgezeichnet und anschließend landesweit vermarktet wurden. Parallel wurden jedoch die 15-minütigen shows als wochentägliche Sendungen bis Sommer 1953 weiter produziert; die letzte Ausstrahlung in diesem Format erfolgte vermutlich am 7. August 1953.

## Überlieferung und Wiederausstrahlung
Nach bisherigem Kenntnisstand ist nur ein Bruchteil der Fernsehsendungen überliefert. Hierbei handelt es sich offenbar sämtlich um Kinescope-Kopien der halbstündigen Ausstrahlungen.
Offenbar aufgrund des Sputnikschocks 1957 und dem damit verbundenen erneuten Interesse an der Weltraumfahrt fand im August 1958 die erste Wiederausstrahlung von Sendungen statt. Angeblich wurde die Serie 1958 auch nach Kuba verkauft, das eine hohe Dichte von Fernsehempfängern aufwies. Erneute Ausstrahlungen erfolgten 1964 und Mitte der 1980er Jahre.
Ab 1990 wurde ein gutes Dutzend Folgen von der Firma Rhino Home Video auf drei VHS-Kassetten im NTSC-Format ediert. Seit 2009 wird auch eine DVD angeboten, die offenbar die Folgen der Videoedition enthält.
Die Journalistin Jean-Noel Bassior, eine aficionada von Space Patrol, führte gut 20 Jahre lang Interviews mit Dutzenden von beteiligten Schauspielern, Produzenten und Technikern durch und recherchierte ausgiebig in der zeitgenössischen Presse. Dabei stellte sich auch heraus, dass offenbar keinerlei Produktionsunterlagen mehr existieren. Sie veröffentlichte ihre Recherchen 2005 unter dem Titel Space Patrol. Missions of Daring in the Name of Television (Jefferson, NC/London).